# أنيه بوليو
أنيه بوليو (بالفرنسية: Anais Pouliot)‏ وهي عارضة أزياء كندية ولدت في يوم 7 مايو 1991 في تشيكوتيمي في كوبيك في كندا، تقيم حالياً في نيويورك في الولايات المتحدة.

## روابط خارجية
- أنيه بوليو على موقع دليل عارضات الأزياء (الإنجليزية)